# Joueurs en or de l'UEFA
Les Joueurs en or de l'UEFA est une sélection de footballeurs européens établie par l'Union des associations européennes de football (UEFA) à l'occasion de son cinquantième anniversaire en 2004.

## Mode de sélection
La liste des Joueurs en or comporte 52 noms, soit un joueur pour chaque fédération nationale membre de l'UEFA en 2003. Chaque fédération nationale choisit parmi ses joueurs « le meilleur footballeur de ces 50 dernières années ».

## Palmarès
La liste des 52 joueurs en or est la suivante,.
| Fédération nationale | Joueur               |
| -------------------- | -------------------- |
| Albanie              | Panajot Pano         |
| Allemagne            | Fritz Walter         |
| Andorre              | Koldo Álvarez        |
| Angleterre           | Bobby Moore          |
| Arménie              | Khoren Oganesian     |
| Autriche             | Herbert Prohaska     |
| Azerbaïdjan          | Anatoli Banichevski  |
| Belgique             | Paul Van Himst       |
| Biélorussie          | Sergueï Aleinikov    |
| Bosnie-Herzégovine   | Safet Sušić          |
| Bulgarie             | Hristo Stoitchkov    |
| Chypre               | Sotíris Kaïáfas      |
| Croatie              | Davor Šuker          |
| Danemark             | Michael Laudrup      |
| Écosse               | Denis Law            |
| Espagne              | Alfredo Di Stéfano   |
| Estonie              | Mart Poom            |
| Îles Féroé           | Abraham Løkin Hansen |

| Fédération nationale | Joueur                |
| -------------------- | --------------------- |
| Finlande             | Jari Litmanen         |
| France               | Just Fontaine         |
| Géorgie              | Mourtaz Khourtsilava  |
| Grèce                | Vassilis Hatzipanagis |
| Hongrie              | Ferenc Puskás         |
| Irlande              | John Giles            |
| Irlande du Nord      | Pat Jennings          |
| Islande              | Ásgeir Sigurvinsson   |
| Israël               | Mordechai Spiegler    |
| Italie               | Dino Zoff             |
| Kazakhstan           | Sergueï Kvotchkine    |
| Lettonie             | Aleksandrs Starkovs   |
| Liechtenstein        | Rainer Hasler         |
| Lituanie             | Arminas Narbekovas    |
| Luxembourg           | Louis Pilot           |
| Macédoine            | Darko Pancev          |
| Malte                | Carmel Busuttil       |
| Moldavie             | Pavel Cebanu          |

| Fédération nationale | Joueur               |
| -------------------- | -------------------- |
| Norvège              | Rune Bratseth        |
| Pays-Bas             | Johan Cruijff        |
| Pays de Galles       | John Charles         |
| Pologne              | Włodzimierz Lubański |
| Portugal             | Eusébio              |
| République tchèque   | Josef Masopust       |
| Roumanie             | Gheorghe Hagi        |
| Russie               | Lev Yachine          |
| Saint-Marin          | Massimo Bonini       |
| Serbie               | Dragan Dzajic        |
| Slovaquie            | Ján Popluhár         |
| Slovénie             | Branko Oblak         |
| Suède                | Henrik Larsson       |
| Suisse               | Stéphane Chapuisat   |
| Turquie              | Hakan Şükür          |
| Ukraine              | Oleg Blokhine        |